# ベトナムシカクワガタ属
ベトナムシカクワガタ属 (ベトナムシカクワガタぞく、Weinreichius) は昆虫綱甲虫目クワガタムシ科に属する分類群。ペロッティベトナムシカクワガタ（Weinreichius perroti）1種のみが知られている（単型属）。

## 形態
オスの体長は6cm以上達する中型クワガタムシ。体色は黒褐色、特に前翅は小豆色から明るい黄土色までの変異がある。
頭楯と複眼後方に突起を持ち、大アゴは上から直線的、垂直方向で基部から放物線を描くように強く湾曲する。小歯列は1/3の所から先端まで走り、2/3の所に内歯が1本備える。

## 分布
ベトナム南部に分布している。

## 分類
本属は現在ペロッティベトナムシカクワガタ（Weinreichius perroti）1種のみが知られている。
本属はシカクワガタの名を持つクワガタムシに近縁である。遺伝子分析によると、本属は同じくベトナムに分布するマキシカクワガタ属の姉妹群となる。